# Márkus-Szoyer Ily
Márkus-Szoyer Ily, Márkus Ilike (Budapest, 1915. augusztus 13. – Budapest, Terézváros, 1945. január 8.) gyermekszínész, énekesnő (szoprán).

## Életútja
Márkus Dezső (1869–1948) karnagy és Szoyer Ilona (1879–1956) opera-énekesnő leánya. Ők voltak zenetanárai is. Nyolcévesen szerepelt először a Renaissance Színházban. A következő évtől már külföldön is több helyen fellépett. 1925. november 26-án a Pelléas és Mélisande magyarországi bemutatóján Ynioldot énekelte az Operaházban. Első nagy szerepe Blonde volt a Szöktetés a szerájból c. darabban a Városi Színházban, 1930. november 6-án, apjának, Márkus Dezsőnek a színház főzeneigazgatójának 40 éves művészi jubileumán. 
Az 1930-as évek elején elhagyta a művészi pályát, 1942-ben feleségül ment Szobotka Tibor íróhoz. Néhány nappal gyermekük csecsemőhalála után, Budapest ostroma alatt hunyt el.
Szobotka második felesége, Szabó Magda több írásában  megemlékezik róla. Ő volt az egyik  előképe a Für Elise Cilijének. A Megmaradt Szobotkánakban így ír róla:

„A kislány olyan muzikalitással született, mint egy madár, és két szakember nevelte gyermekművésszé. Akik ismerték, azt mondták nekem, ugyanazzal a szelíd méltósággal viselte gyerekkorában nem könnyű rangját, ami egész életében jellemezte, nem lett sem önhitt, se felnőttes, tudomásul vette, neki háromszor nehezebb az élete, mint más, hasonló korúaknak, zenét kell tanulnia, mindent, ami a muzsikára vonatkozik, zongorázni, énekelni, szerepet alakítani, folyton próbálni, gyakorolni, hiszen valaha operaszínpadon telik el majd az élete, el kell végeznie a gimnáziumot is, és megtanulni mindazt mindemellé, amire később szüksége lesz, nyelveket a külföldi fellépések miatt. Gyerekkora anomál, mint ahogy az otthona is, az énekesnő és a karmester lakásában kották, elméleti és gyakorlati oktatás, skálák és áriák között futnak az órák, amikor éppen nem utazni vagy próbálni vagy szerepelni kell.”